# Конищівська сільська рада
| Конищівська сільська рада — колишній орган місцевого самоврядування у Мурованокуриловецькому районі Вінницької області з адміністративним центром у с. Конищів. Сільській раді були підпорядковані населені пункти: - с. Конищів - с. Знаменівка - с. Ягідне |

## Склад ради
Рада складалася з 16 депутатів та голови.

## Керівний склад сільської ради
| ПІБ                           | Основні відомості                                                         | Дата обрання | Дата звільнення |
| ----------------------------- | ------------------------------------------------------------------------- | ------------ | --------------- |
| Андрущак Ольга Миколаївна     | Сільський голова, 1949 року народження, освіта, позапартійна              | 26.03.2006   | 31.10.2010      |
| Смілянець Анатолій Сергійович | Сільський голова, 1963 року народження, освіта вища, член Партії регіонів | 31.10.2010   |                 |

Примітка: таблиця складена за даними джерела